# Schlumpf Erwin Mord

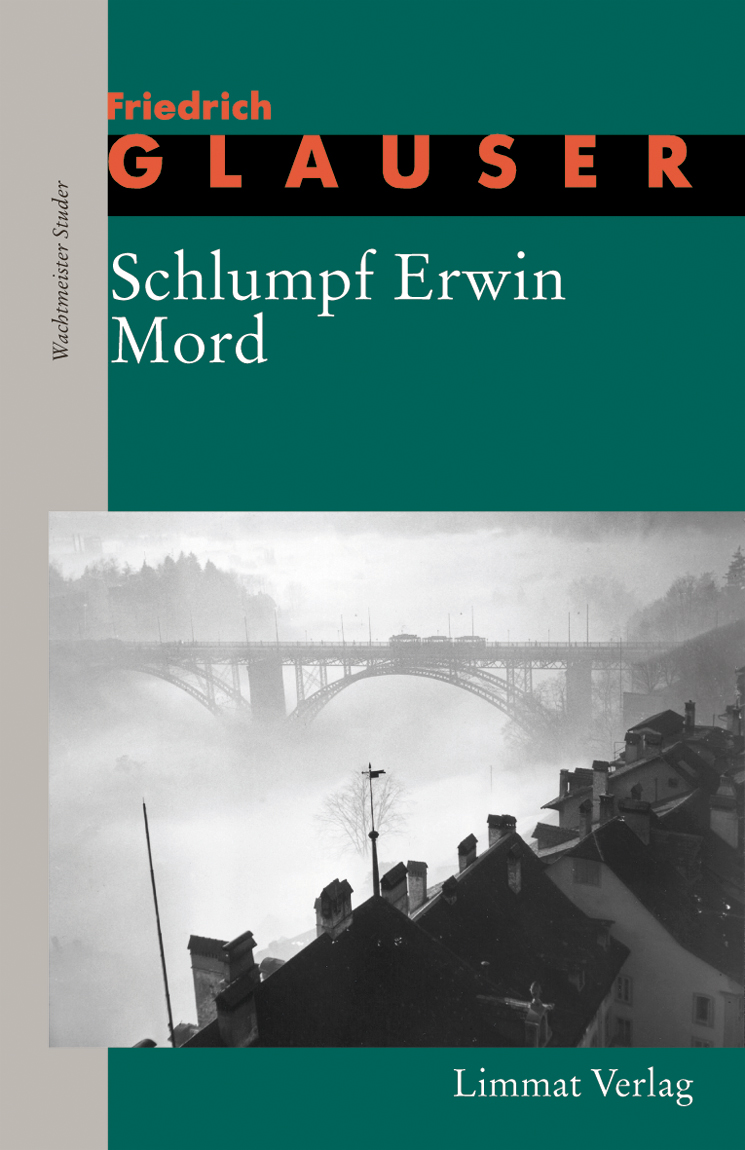
Schlumpf Erwin Mord in der Werkausgabe des Limmat Verlages, 1995

Schlumpf Erwin Mord (frühere Ausgaben als «Wachtmeister Studer») ist der erste Wachtmeister-Studer-Roman des Schweizer Autors Friedrich Glauser. Der Krimi, geschrieben im Jahre 1935, behandelt einen Mord im fiktiven Dorf Gerzenstein und etablierte Glauser als Autor im Krimi-Genre.

## Romanbeginn
Der Gefangenenwärter mit dem dreifachen Kinn und der roten Nase brummte etwas von «ewigem G'stürm», weil ihn Studer vom Mittagessen wegholte. Aber Studer war immerhin Fahnderwachtmeister von der Berner Kantonspolizei, und so konnte man ihn nicht ohne weiteres zum Teufel jagen. Der Wärter Liechti stand also auf, füllte sein Wasserglas mit Rotwein, leerte es auf einen Zug, nahm einen Schlüsselbund und kam mit zum Häftling Schlumpf, den der Wachtmeister vor knapp einer Stunde gebracht hatte.

## Inhalt

### Ausgangslage
Im Gerzensteiner Wald wird der Handelsreisende Wendelin Witschi erschossen aufgefunden. Schnell ist für die Dorfbewohner klar, wer der Täter sein muss: Der vorbestrafte Erwin Schlumpf, welcher in der ortsansässigen Baumschule arbeitet. Zudem hat er eine Beziehung mit der Tochter des Ermordeten. Nach seiner Flucht wird er von Wachtmeister Studer zur Untersuchungshaft ins Schloss Thun gebracht. Der Versuch des Tatverdächtigen, sich in der Zelle zu erhängen, wird im letzten Moment von Studer verhindert. Dieser hat Mitleid mit dem jungen Burschen und glaubt nicht an dessen Schuld.

### Ermittlung
Studer hat den Untersuchungsrichter davon überzeugt, dass die Frage der Täterschaft unklar ist, und reist deshalb nach Gerzenstein, um die Ermittlungen aufzunehmen. Während der nächsten vier Tage dringt er in den Mikrokosmos des Dorfes und seiner Bewohner ein und stellt bald fest, dass mehrere Personen in den Fall verwickelt sind. Bereits auf der Zugfahrt nach Gerzenstein trifft Studer auf Sonja Witschi, die Tochter des Ermordeten, welche ein Geheimnis mit dem Coiffeurlehrling Gerber zu teilen scheint. Auffällig verhält sich auch Sonjas Bruder Armin, der grossspurig im Dorf auftritt und ein Verhältnis mit der Kellnerin des Restaurants «Bären» hat. Der Besitzer der Baumschule, Gottlieb Ellenberger, wirkt zwielichtig und seine Arbeiter, ehemalige Kleinkriminelle, verbergen etwas. Im Laufe des ersten Tages findet Studer eine mögliche Tatwaffe und Patronenhülsen. Nach dem Abendessen lernt er den aalglatten Gemeindepräsidenten Emil Aeschbacher sowie den Gemeindeschreiber und Lehrer Schwomm kennen. Am zweiten Tag, einem Sonntag, besucht Studer das Dorffest, während dessen Verlauf er einen Telefonanruf vom Untersuchungsrichter erhält und zurückgerufen wird, da Schlumpf gestanden habe und somit der Fall gelöst sei. Der Wachtmeister glaubt nach wie vor an dessen Unschuld und besucht daraufhin die Witwe des Toten, Anastasia Witschi, um weitere Indizien für seine Theorie zu finden. Obwohl Studer dringend wegen einer Brustfellentzündung ins Spital müsste, findet er, mit Hilfe seiner beiden Freunde Korporal Murmann und Notar Hans Münch, weitere Beweise.

### Auflösung
Am dritten Tag seiner Ermittlungen bringt Wachtmeister Studer Sonja nach Thun und konfrontiert sie mit dem inhaftierten Erwin Schlumpf. Die beiden lassen sich durch Studers Beweise und Zureden zu ausführlichen Aussagen vor dem Untersuchungsrichter bewegen. Dabei bestätigt sich Studers Vermutung, dass es sich um einen tragischen Fall von Versicherungsbetrug handelt: Von Schulden und Verzweiflung geplagt, hat sich Wendelin Witschi in Absprache mit seiner Frau und seinem Sohn entschlossen, sich selbst ins Bein zu schiessen, um die Versicherungssumme für Invalidität für seine Familie zu bekommen. Aber der Schuss fiel tödlich aus. Und da bei Suizid das erhoffte Geld nicht ausbezahlt wird, sollte das Ganze als Raubüberfall dargestellt werden. Erwin Schlumpf wurde dazu überredet, nötigenfalls die Schuld auf sich zu nehmen; sollte die Familie Witschi dann das Geld bekommen haben, würde man ihn mit einem Anwalt aus dem Gefängnis holen und er dürfte Sonja heiraten.
Nachdem der Fall offiziell gelöst ist, bleiben Studer jedoch Zweifel. Aus seinen Untersuchungen weiss er, dass zwei Schüsse gefallen sind und schliesst daraus, dass Wendelin Witschi letztendlich doch ermordet wurde. Er entscheidet sich, trotz der sich verschlimmernden Brustfellentzündung, im Alleingang den einzigen in Frage kommenden Täter aufzusuchen und diesen zu stellen. Dabei kommt es zum dramatischen Finale, in dessen Verlauf Studer knapp einem tödlichen Autounfall entkommt und Witschis wahrer Mörder stirbt. Um dessen Familie zu schützen, behält Studer die Wahrheit für sich.

## Entstehung

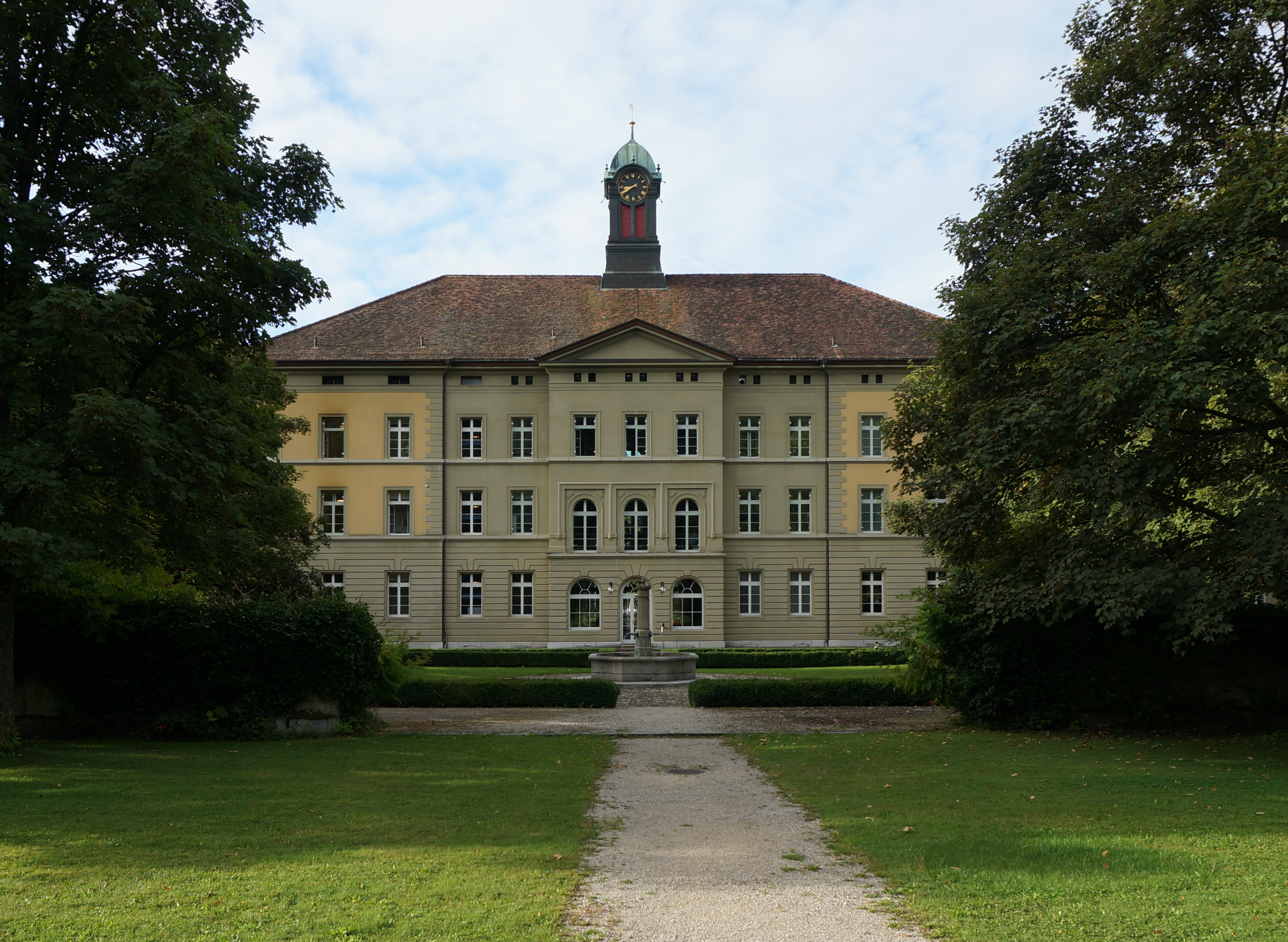
Psychiatrische Klinik Waldau

1934 verfiel Friedrich Glauser erneut seiner Morphiumsucht und begann daraufhin Rezepte zu fälschen. Dies führte dazu, dass er im März desselben Jahres in der Psychiatrischen Klinik (damals Irrenanstalt) Waldau interniert wurde. Das Protokoll der Eintrittsuntersuchung von Jakob Klaesi, dem damaligen Direktor der Anstalt (und Autor diverser Dramen und Lyrik), hielt unter anderem zu Glauser fest: «Moralischer Defekt. – Masslose Überheblichkeit bei so geringer Intelligenz, dass sie gerade für eine schriftstellerische Tätigkeit seiner Gattung [gemeint ist die Gattung des Kriminalromans] noch ausreicht.»
Ende September 1934 wurde Glauser in die (zur Klinik gehörenden) offenen Kolonie «Anna Müller» bei Münchenbuchsee versetzt. Dort begann sich die Idee zu seinem zweiten Kriminalroman (nach Der Tee der drei alten Damen) zu konkretisieren. An seine damalige Lebensgefährtin Berthe Bendel (die er als Pflegerin in der Psychiatrischen Anstalt in Münsingen 1933 kennen gelernt hatte) schrieb er am 8. Februar 1935: «Ich hab eine längere Sache angefangen, die im Dorf Münsingen spielen soll, weisst, so eine Art Kriminalroman. Aber ich weiss nicht, ob was draus wird.» Und am 12. März: «Aber den Studer, den du ja kennst, spielt die Hauptrolle. Ich möcht den Mann so ausbauen zu einem Typ von gemütlichem Schweizer Detektiv. Vielleicht wird das ganz lustig.» Im Mai begann Glauser dann mit der Schreibmaschinen-Niederschrift von Schlumpf Erwin Mord. Da er in der Kolonie täglich Feldarbeit zu verrichten hatte, konnte er daran lediglich an drei Nachmittagen pro Woche arbeiten. Bis zum August 1935 hatte er die 21 Kapitel in einem 198-Seitigen Typoskript niedergeschrieben.

## Biografischer Hintergrund
Das Kindler Literatur-Lexikon schreibt zu Glausers Schaffen: «Glausers persönliche Erfahrungen aus jener Odyssee durch Besserungsanstalten aller Art (…), das Zusammenleben mit Deklassierten und Aussenseitern aller Art, gingen inhaltlich und atmosphärisch in fast alle seine Romane ein.» Tatsächlich verarbeitete Glauser in seinen Texten beinahe ausnahmslos Schauplätze, Personen und Erlebnisse aus seiner eigenen Vergangenheit. Im Februar 1932 schrieb er diesbezüglich an seinen Freund Bruno Goetz aus den Asconeser Tagen: «Ich möcht gern einen neuen Roman schreiben, wo ich einmal selber nicht drin vorkomme.»

### Figuren
In Schlumpf Erwin Mord tauchen einige Charaktere aus Glausers bisherigem Leben auf:
- In Witzwil lernte Glauser den Mithäftling Adolf Schreier kennen. Mit ihm arbeitete er nach der Entlassung bei Jakob Heinis in Liestal zusammen, bewohnte gemeinsam ein Zimmer und verwendete ihn bei der Niederschrift des ersten Studer-Romans sogar mit demselben Hauptnamen «Schreier».
- Für die Figur des alten Ellenbergers diente Glauser Jakob Heinis als Vorbild; dieser stellte ebenfalls ehemalige Sträflinge bei sich ein.
- Armin Witschi möchte gegen Ende des Romans in die Fremdenlegion flüchten. Glauser war von 1921 bis 1923 ebenfalls in der Fremdenlegion in Algerien und hatte dies ausführlich in seinem zu Lebzeiten unveröffentlichten Roman Gourrama beschrieben (geschrieben 1928–1930, publiziert 1940)
- Der Untersuchungsrichter in Schlumpf Erwin Mord scheint in seiner Engstirnigkeit eine Verkörperung der Schweizer Behörden zu sein, wie Glauser sie seit Jahren erlebte.
- Die Beschreibung des Erwin Schlumpf als Gestrauchelten und Opfer erinnert an Glauser selbst: «Der Schlumpf! Sicherlich kein wertvoller Mensch! Man kannte ihn auf der Kantonspolizei. Ein Unehelicher. Die Behörde hatte sich fast ständig mit ihm beschäftigen müssen. Sicher wogen die Akten auf der Armendirektion mindestens anderthalb Kilo.»[7]

### Erlebnisse

#### Suizidversuche

Arbeits- und Erziehungsanstalt Witzwil, um 1895

Die erste Szene in Schlumpf Erwin Mord ist stark autobiographisch: Das Motiv des Unschuldigen, der sich in einer Zelle erhängen will und im letzten Moment gerettet wird, erlebte Glauser selbst zehn Jahre vor der Niederschrift des ersten Studer-Romans. Am 16. Dezember 1925 hatte er in der Zelle der Arbeits- und Erziehungsanstalt Witzwil ebenfalls einen Suizidversuch unternommen. In einem Brief an seinen Therapeuten Max Müller schrieb Glauser ein Jahr später dazu: «Eines Tages wurde ich im WC beim Rauchen ertappt. (…) So wurde ich zur Strafe in meine Zelle gesperrt. (…) Nun müssen Sie wissen, dass ich unzurechnungsfähig werde, sobald ich mich strafweise eingesperrt fühle. (…) Ich habe mich aufgehängt und bin nur durch Zufall abgeschnitten worden.»
Glauser hatte insgesamt fünf Mal versucht, sich sein Leben zu nehmen: 1913 bereits als 17-Jähriger mit Chloroform im Landerziehungsheim Glarisegg und 1920 in einem Arrestlokal in Bellinzona durch Erhängen. Dieses Erlebnis hatte er noch im selben Jahr in seiner autobiographischen Erzählung Ein Dieb verarbeitet. Glausers dritter Suizidversuch folgte 1922 in der Fremdenlegionszeit im Aussenposten «Gourrama» (Marokko), wo er sich die Pulsadern aufschnitt; dieselbe Methode wandte er 1924 nochmals in Charleroi (Belgien) an. Und schliesslich folgte der bereits erwähnte Suizidversuch in Witzwil.

#### Baumschule
Neben dem Schauplatz der Zelle in der Untersuchungshaft, entspringt auch die «Baumschule Ellenberger» Glausers Erlebnissen: Vom Juni 1926 bis zum März 1927 arbeitete er in Liestal als Handlanger in Jakob Heinis Baumschule. 1930 trat Glauser dann in die Gartenbauschule Oeschberg ein und schloss ein Jahr später mit Diplom ab; die Erfahrungen in Gartenbaumschulen verarbeitete er dann 1937 in seinem vierten Studer-Roman Der Chinese detailliert zu einem Hauptschauplatz.

## Literarische Anregungen
Für alle Wachtmeister-Studer-Romane sind die Kriminalromane von Georges Simenon mit Kommissar Maigret Glausers erklärtes Vorbild. Übereinstimmungen inhaltlicher und atmosphärischer, ja sogar sprachlicher Art bestehen bei Schlumpf Erwin Mord vor allem mit dem 1931 erschienenen Roman La tête d'un homme, auf den Glauser im Mai 1935, mitten in der Arbeit an seinem ersten Studer-Roman, in einem Brief an Fredrich Witz explizit hinweist.

## Publikationen

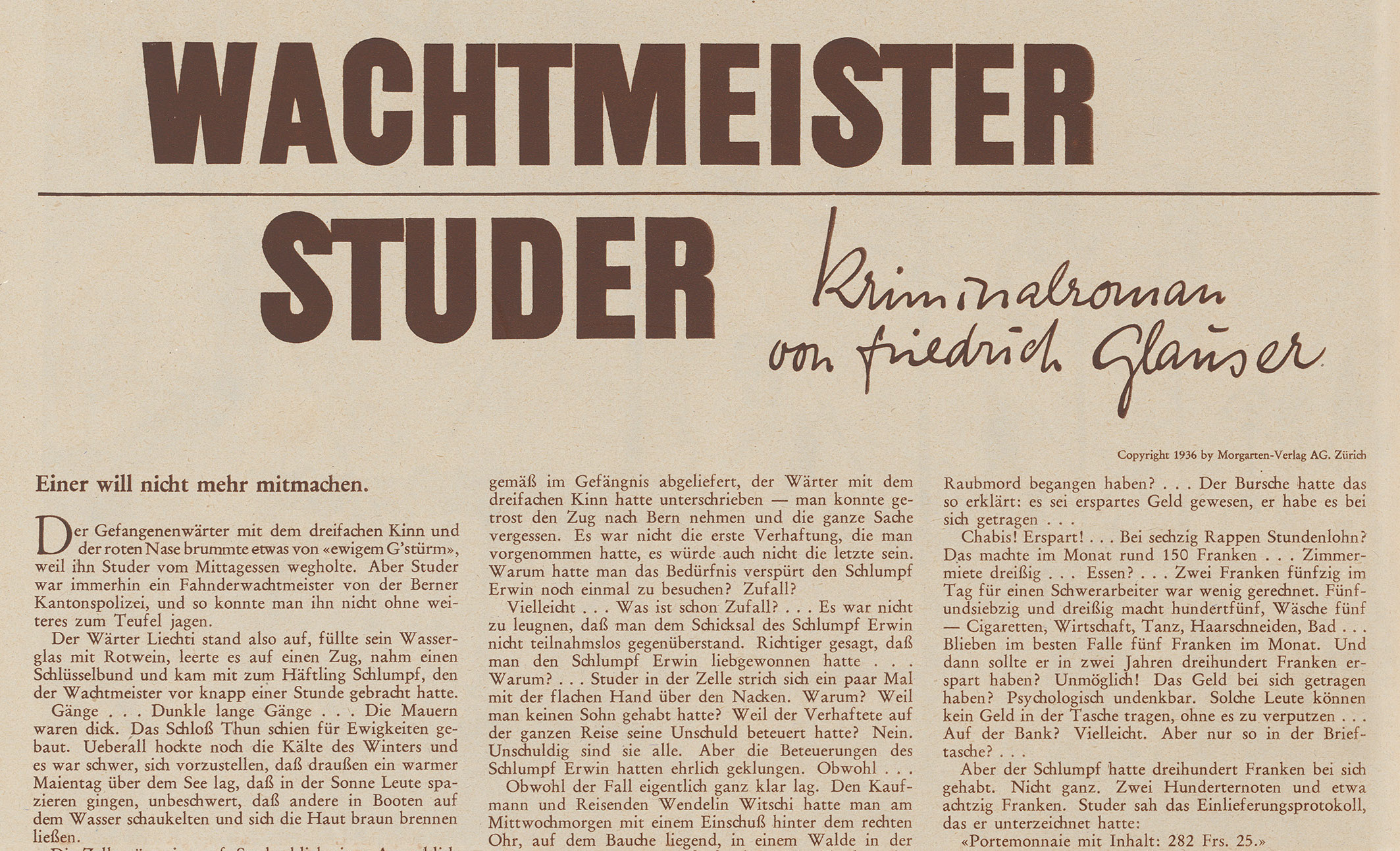
Erste Folge von Wachtmeister Studer in der Zürcher Illustrierten, vom 24. Juli 1936 (Ausschnitt)

Friedrich Witz war Redaktor bei der Zürcher Illustrierten, in der Glauser seit 1932 regelmässig Texte publizierte. Als Witz das Typoskript im Dezember 1935 gelesen hatte, rühmte er den Roman, woraufhin Glauser skeptisch zurückschrieb: «Ich hab am Anfang keine Ahnung gehabt, wie er enden wird, und habe die Leute ein wenig sterben lassen.» Damit der Krimi jedoch gedruckt werden konnte, musste Glauser die Geschichte überarbeiten und an einigen Stellen kürzen. Zudem wurde, entgegen der Zusicherung von Friedrich Witz, der Titel Schlumpf Erwin Mord von der Redaktion in Wachtmeister Studer geändert, worüber sich Glauser später mehrfach beklagte (erst im Jahr 1995 wurde der Roman wieder unter dem von Glauser vorgesehenen Titel im Limmat Verlag publiziert). Vom 24. Juli bis 2. Oktober 1936 druckte die Zürcher Illustrierte den Krimi dann als Fortsetzungsgeschichte in acht Folgen.
Bereits im Dezember 1936 erschien die Buchausgabe (welche weitestgehend der Version der Zürcher Illustrierten folgte) im Zürcher Morgarten-Verlag in einer Auflage von 3000 Exemplaren. Nach unzähligen kleinen Texten und Feuilletonbeiträge in etlichen Zeitschriften und Zeitungen bedeutete dieses erste gedruckte Buch für Glauser möglicherweise den lange ersehnten Durchbruch. Da er möglichst viele Leser erreichen wollte, sollte das Buch billig sein und so schrieb er an den Verlag: «Ich schreib doch nicht für die ‹Elite›, die Elite kann sich begraben lassen und mir gestohlen bleiben, ich möchte, dass es der Mann oder die Frau liest, die sonst zu Felicitas Rose, Wallace oder John Kling greift. Die muss man erwischen.»
Mit der Veröffentlichung von Schlumpf Erwin Mord wird Glauser oft als «erster deutschsprachiger Krimiautor» genannt. Allerdings erschien schon 1932 der Kriminalroman Die Schattmattbauern von Carl Albert Loosli im Selbstverlag (1943 von der Büchergilde Gutenberg publiziert); und bereits 1819 entstand die Novelle Das Fräulein von Scuderi von E. T. A. Hoffmann, welche als erste Kriminalerzählung in deutscher Sprache gilt.

## Rezeption

### Lesung im «Rabenhaus»
Eine grosse Bedeutung für Glauser hatte die Lesung, welche acht Monate vor der Publizierung in der Zürcher Illustrierten stattfand. Vermittelt durch C. F. Vaucher, wurde Glauser nach Zürich eingeladen, um aus seinem neuen Roman bei Rudolf Jakob Humm im «Rabenhaus» vorzulesen. Dort trafen sich regelmässig diverse Schriftsteller und Literaturfreunde zu Lesungen. Dass Glauser noch unbekannt war, obwohl er seit 19 Jahren Texte schrieb und auch immer wieder publizieren konnte (frühester deutscher Text: Ein Denker, 1916), schlug sich auch auf der Einladungskarte zu diesem Anlass nieder: Darin wurde Hans Glauser (statt Friedrich!) zum «Literarischen Diskussionsabend angekündigt, der in seinem Roman versucht, dem Detektiv-Roman neue Wege zu weisen».

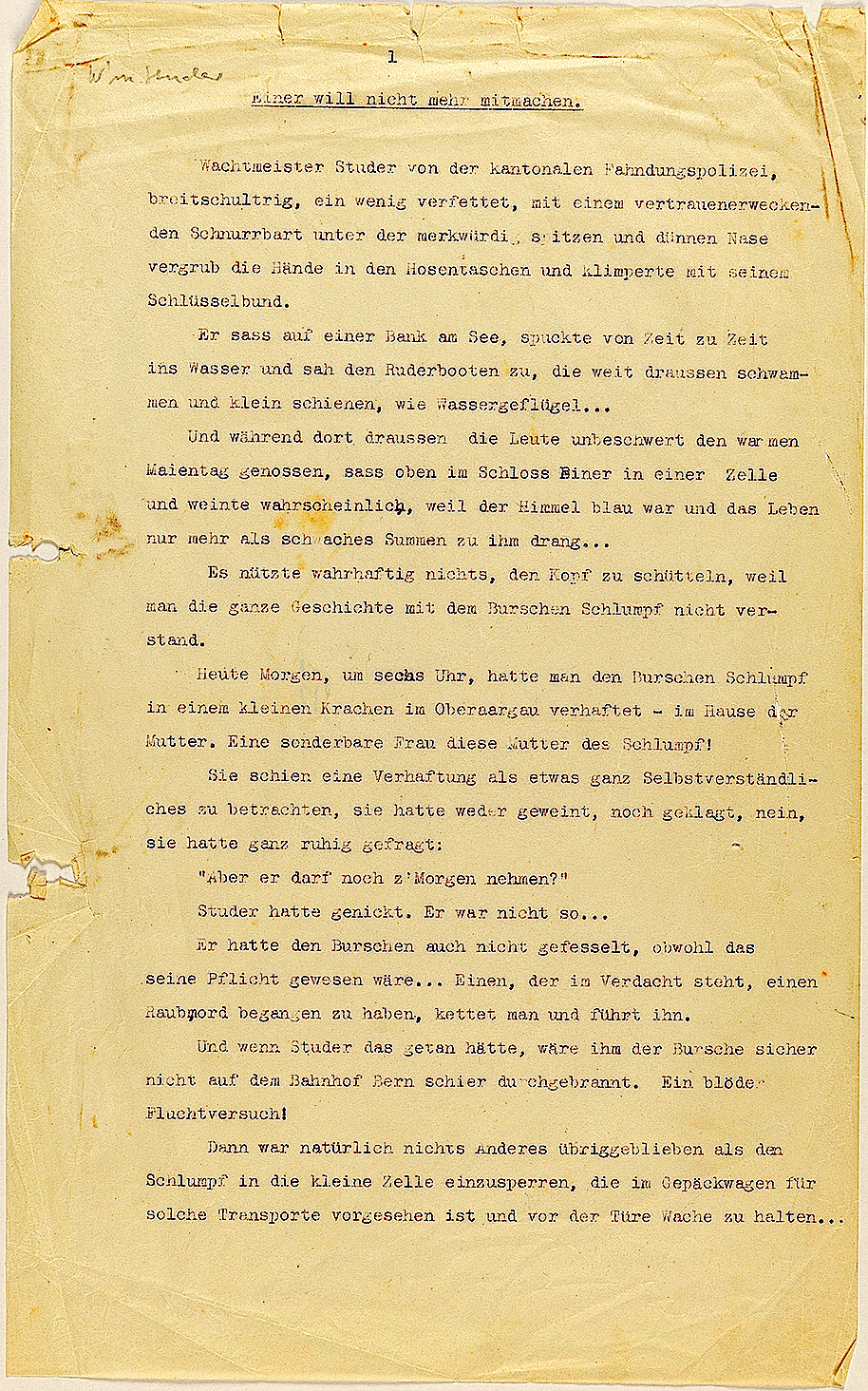
Erste Seite des Typoskripts von Schlumpf Erwin Mord, Schweizerisches Literaturarchiv, Bern

So traf Friedrich Glauser am Mittwoch, 6. November 1935 um 20.30 Uhr mit seinem Typoskript am Hechtplatz 1 ein und las Auszüge aus dem unveröffentlichten Kriminalroman vor. Der Journalist Josef Halperin, ein späterer Freund Glausers, erinnerte sich: «Die zuhörenden Schriftsteller waren von verschiedener Richtung und pflegten sich zu versammeln, nicht um einander emporzuloben, sondern um durch unbeirrt sachliche Kritik einander zu fördern, voneinander zu lernen. Glauser wusste das und schien gefasst auf das Urteil zu warten. War es die Ungewissheit oder die Anstrengung des Lesens, die ihn in sich zusammensinken liess? (…) ‹Sehr schön›, fing einer an und rühmte die sichere und kühne Dialektfärbung der Sprache, die Menschengestaltung, die echte Atmosphäre. Man betrachtete die Sache von allen Seiten und kam überein, dass hier mehr als ein glänzender Kriminalroman vorlag. (…) ‹Das freut mich, das freut mich›, sagte Glauser ein übers andere Mal leise und herzlich, mit einem dankbaren Lächeln.» Die Zuhörer waren sich einig, hier fand ein denkwürdiges Ereignis statt. Und der ebenfalls anwesende Albin Zollinger bemerkte: «Man hatte ein Talent gefunden, ein meisterliches Talent, da war gar kein Zweifel.»
Was an diesem Abend ebenfalls auffiel, war Glausers Stimme. Dazu noch einmal Josef Halperin: «Der Mann las mit einer etwas singenden Stimme und mit einer etwas sonderbaren Aussprache, in der schweizerische, österreichische und reichsdeutsche Tonelemente sich vermischten, so dass man sich unwillkürlich fragte: Wo mag der aufgewachsen, wo herumgetrieben worden sein? Der Glauser war Schweizer, hiess es. Aber während man überlegen wollte, welche Bewandtnis es mit seinem Akzent haben könnte, merkte man, dass man gar nicht mehr mit Glauser beschäftigt war, sondern mit einem Fahnderwachtmeister Studer, der in einem Café Billard spielte und sich dabei Sorgen machte wegen eines Häftlings namens Schlumpf – schlecht Billard spielte wegen dieser Affäre, die ihn nicht losliess. (...) An die singende Stimme hatte man sich schnell gewöhnt. Sie sang sozusagen mit einer liebevollen Eintönigkeit, modulierte ganz wenig, mit einer gewinnenden Bescheidenheit, welche die Effekte der Aufmachung verpönte und nur die Substanz wirken lassen wollte.»
Glausers Stimme in der einzig erhaltenen Tonaufnahme aus dem Jahre 1937 (Ausschnitt aus Kif)ⓘ
Die Wirkung dieses Abends auf Glauser ist hoch einzuschätzen. Endlich erhielt er die Bestätigung von Schriftstellerkollegen, nach der er sich so lange gesehnt hatte. Nach immer wiederkehrender Internierung war er plötzlich aufgenommen in einer Gesellschaft Gleichdenkender und Verstehender. Und er konnte wichtige Kontakte knüpfen.

### Presse

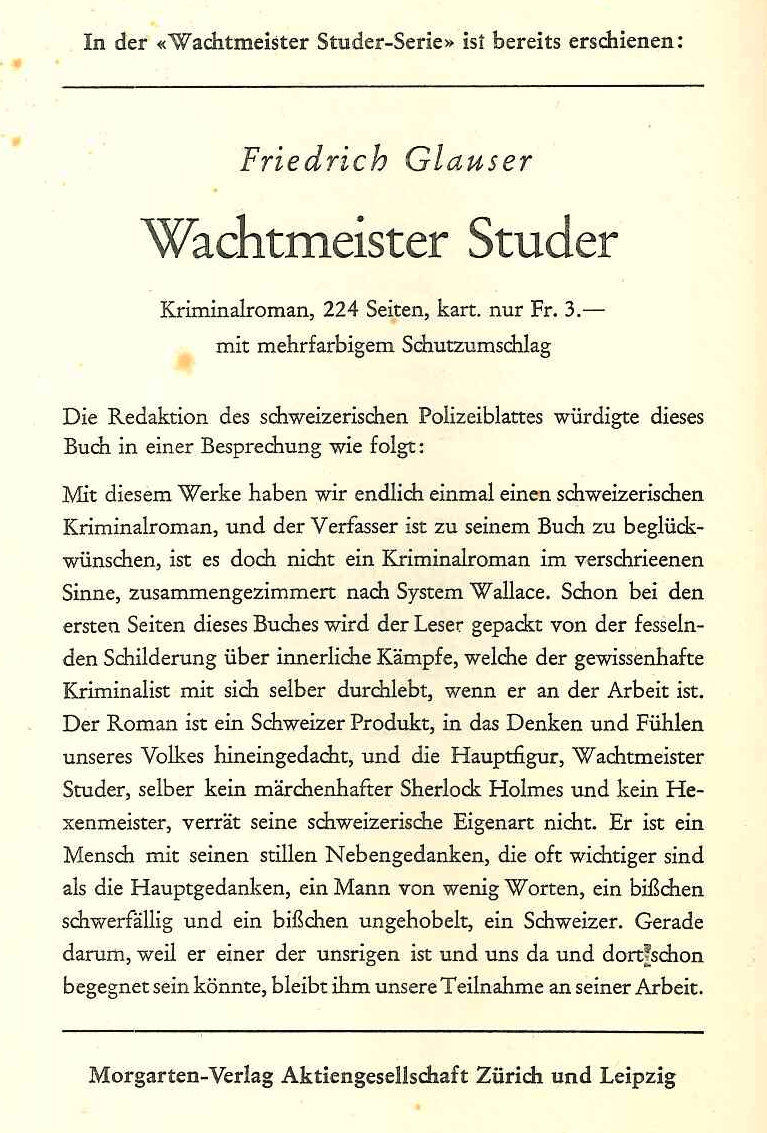
Studer als Vorbild für die Schweizer Polizei: Werbeanzeige mit Bezug auf das Schweizerische Polizeiblatt (Erstausgabe von Die Fieberkurve, Morgarten-Verlag 1938)

Kurz nachdem die ersten Folgen von Schlumpf Erwin Mord in der Zürcher Illustrierten erschienen waren, schrieb Friedrich Witz an Glauser: «Wo immer ich hinkomme, muss ich Auskunft über diesem Glauser geben und tönt mir, ohne dass ich es heraufbeschwöre, ein Loblied über den Roman entgegen.» In den Zeitungen erschienen positive Rezensionen; so in der Gazette de Lausanne, der Neuen Zürcher Zeitung, der Basler National-Zeitung oder im Bund, der dazu schrieb: «Dieser Roman ragt weit über den Durchschnitt der sattsam bekannten ‹Kriminalliteratur›, ist vielmehr als nur ein atemlos fesselndes Rechenexempel nach vorbildlichem Schema. Glauser hat seinen Stoff auf eine künstlerische Ebene gehoben, die dem Vielschreiber Edgar Wallace ewig fern, aber auch einem Conan Doyle nur in seltenen Augenblicken erreichbar war. Ein Meister psychologischer Analyse, ist Glauser zugleich ein warm empfindender und herrlich beobachtender Dichter.» Und in der Erstausgabe der Fieberkurve von 1938 wurde für Wachtmeister Studer damit geworben, dass sogar das Schweizerische Polizeiblatt den Roman unter anderem mit den Worten lobte: «Schon bei den ersten Seiten dieses Buches wird der Leser gepackt von der fesselnden Schilderung über innerliche Kämpfe, welche der gewissenhafte Kriminalist mit sich selbst durchlebt, wenn er an der Arbeit ist. (…) Er (Studer) ist ein Mensch mit seinen stillen Nebengedanken, die oft wichtiger sind als die Hauptgedanken, ein Mann von wenig Worten, ein bisschen schwerfällig und ein bisschen ungehobelt, ein Schweizer. Gerade darum, weil er einer der unsrigen ist und uns da und dort schon begegnet sein könnte, bleibt ihm unsere Teilnahme an seiner Arbeit.»
Glauser hoffte, mit diesem Roman den Durchbruch zu schaffen; endlich konnte er als Buchautor avancieren und hatte mit dem «Studer» eine Figur geschaffen, mit der er neue Geschichten schaffen konnte. Leser und Verlage warteten bereits darauf. Davon zeugten auch etliche bewundernde Zuschriften. Ein Jahr später allerdings zeigten sich bereits die Schattenseiten des Erfolgs und der Wachtmeister Studer wurde für Glauser zur Belastung. In einem Brief vom 24. Dezember 1937 schrieb Glauser an eine Leserin seiner Romane: «Natürlich freut es uns immer, uns Schreiber, wenn man uns Komplimente macht – und darum freut es mich auch, dass Sie den Studer mögen. Mir geht es zwar ein wenig wie dem Zauberlehrling, Sie wissen doch: Der Mann, der mit den Sprüchen den Besen zum Leben erweckt und ihn dann nicht mehr los wurde. Ich hab den Studer zum Leben erweckt – und sollte jetzt auf Teufel komm raus ‹Studer-Romane› schreiben und schriebe doch viel lieber etwas ganz anderes.» Und in einem Brief vom 1. Dezember 1938 an den Schweizerischen Schriftsteller-Verein erwähnte er in diesem Zusammenhang: «Mit Kriminalromanen fangen wir an, um uns zu üben. Das Wichtige erscheint erst später.»
1958 sagte Josef Halperin in einem Radio-Essay zu Glausers 20. Todestag rückblickend: «Der Wachtmeister Studer wurde zwar beachtet, er wurde sogar verfilmt, aber wie viele, nein: wie wenige haben bemerkt, dass in diesem Kriminalroman sich einer der besten schweizerischen Dorfromane verbirgt?»

### Lesung zum 60. Todestag
Am 8. Dezember 1998 kam Schlumpf Erwin Mord postum durch «Das Syndikat» (eine Autorengruppe der deutschsprachigen Kriminalliteratur, welche auch jährlich den Friedrich-Glauser-Preis verleiht), zu einer besonderen Ehre. Dieses organisierte zum 60. Todestag von Friedrich Glauser zeitgleiche Lesungen zur Erinnerung an den «Vater des deutschen Kriminalromans». Von Hamburg über Dscherba (Tunesien), Jamaika bis Zürich lasen 40 Autoren (darunter Ingrid Noll, Peter-Paul Zahl und die Glauser-Preisträger Peter Zeindler und Roger Graf) exakt um 20 Uhr MEZ aus Glausers erstem Studer-Roman.

## Verfilmung
Die Verfilmung von Wachtmeister Studer aus dem Jahre 1939 verdient auch Beachtung, da Friedrich Glauser bis zu seinem verfrühten Tod insofern in die Vorproduktion involviert war, dass er sich noch mit Heinrich Gretler, dem Darsteller des «Wachtmeisters Studer», getroffen hatte und auch brieflich mit ihm verkehrte. Zudem bleibt der Film ein wertvolles historisches Dokument, da er die Zeitumstände Glausers noch sehr getreu abbildet.

### Vorgeschichte
Bereits im Herbst 1936 dachte Glauser daran, die Geschichte von Schlumpf Erwin Mord verfilmen zu lassen. Am 10. Oktober schrieb er an seine langjährige Gönnerin Martha Ringier: «Ein Tonfilmatelier in euren sympathischen Basel hat mich um Scenarios angefragt. Ich werde natürlich den Schlumpf ‹verscenarisieren›, und das wird mir Spass machen. Und den Alten Zauberer auch noch. Den Schlumpf mit Gretler (hast du einmal Gretler gesehen? Er spielt in Zürich) als Studer, das könnte etwas Gutes werden». Allerdings verlor sich diese Idee wieder, da Glauser mit Berthe Bendel nach Angles bei Chartres zog, in der Hoffnung, endlich Unabhängigkeit von seiner auferzwungenen Vormundschaft zu erlangen. Die Idee, einen kleinen Hof zu bewirtschaften und gleichzeitig zu schreiben, zerschlug sich jedoch und im März 1937 reisten die beiden weiter nach La Bernerie-en-Retz in der Bretagne. Friedrich Witz schrieb dann im November an Glauser, er solle nach Zürich kommen, um die Verfilmung des Studer zu besprechen: «Es ist bitter schade, dass Sie nicht in die Schweiz kommen können! (…) Der Musiker Robert Blum erkundigt sich wöchentlich einmal nach Ihnen, da er die Filmsache abklären möchte.»
Mitte November kam Glauser dann nach Zürich und traf sich mit Heinrich Gretler und Robert Blum. Die Filmfirma Frobenius, von der damals eben bekannt geworden war, dass sie aus Rücksicht auf deutsche Geldgeber von ihren Schauspielern Ariernachweise verlangte, sollte den Film produzieren. Aus diesem Grunde hatte Glauser grosse Bedenken gegenüber seinem Verleger: «Herr Blum ist mir ein wenig unheimlich. Und da ist die Finanzierung mit deutschem Kapital. Verstehen Sie, dass mich das alles ein wenig misstrauisch macht? Soll aus dem Studer etwas gemacht werden wie weiland Das Fähnlein der sieben Aufrechten unseligen Andenkens? (…) Soll der Studer vielleicht auf Berlinerisch oder Oberbayrisch gegeben werden? (…) Wenn Sie etwas zu melden wissen, oder wenn Herr Blum einen Entwurf braucht, bin ich gern einverstanden. Ich möchte nur wissen, mit wem man es letzten Endes zu tun hat. Wenn es mit Herrn Goebbels sein soll, dann verzichte ich lieber. Dazu ist mir mein Name doch zu gut.»
Im Sommer 1938 schloss die Literaturagentur des Ehepaars Picard schliesslich mit der Filmgesellschaft Praesens einen Vertrag für den Wachtmeister Studer ab und es fanden weitere Verhandlungen mit Heinrich Gretler statt. Friedrich Glauser und Berthe Bendel zogen im Juni weiter nach Nervi in Italien, wo sie heiraten wollten und auf die amtlich notwendigen Papiere aus der Schweiz warteten.
Seit dem 8. September lief der Kinofilm Füsilier Wipf (mit Heinrich Gretler) mit grossem Erfolg in Zürich. Die Soldatengeschichte über den schweizerischen Grenzdienst war im Zusammenhang mit der Nazipolitik Deutschlands aktuell und Gretler wurde in der Figur des Kompanieältesten sehr populär. Martha Ringier schrieb in diesem Zusammenhang am 6. Oktober an Glauser: «Sag, schreib doch einmal Gretler, er solle sich doch bemühen um die Verfilmung Studers. Es gibt ja eine Glanzrolle für ihn und jetzt spaziert er im Füsilier Wipf über die ‹weisse Wand›, und von ihm redet man am meisten.» Am 18. November schrieb Glauser an Gretler: «Eine Verfilmung käme nur in Frage, wenn Sie den ‹Studer› spielen würden. Sonst lege ich mein Veto ein.»
Glauser sollte die Filmversion seines grössten literarischen Erfolges nicht mehr miterleben: Am Vorabend der Hochzeit mit Berthe Bendel brach er im Alter von 42 Jahren zusammen und starb in den ersten Stunden des 8. Dezember 1938 in Nervi.

### Produktion
Praesens-Film wollte an den Erfolg von Füsilier Wipf anschliessen und gleichzeitig die Popularität von Heinrich Gretler nutzen; dazu schien die Figur des «Wachtmeisters Studer» ideal. Und so fanden im Juli und August 1939 die Dreharbeiten in Andelfingen, am Greifensee, in Frauenfeld und am Türlersee statt. Regie führte Leopold Lindtberg. Neben Gretler spielten Anne-Marie Blanc als Sonja, Sigfrit Steiner als Untersuchungsrichter, Zarli Carigiet als Schreier und Schaggi Streuli als Gefängniswärter.

### Umsetzung

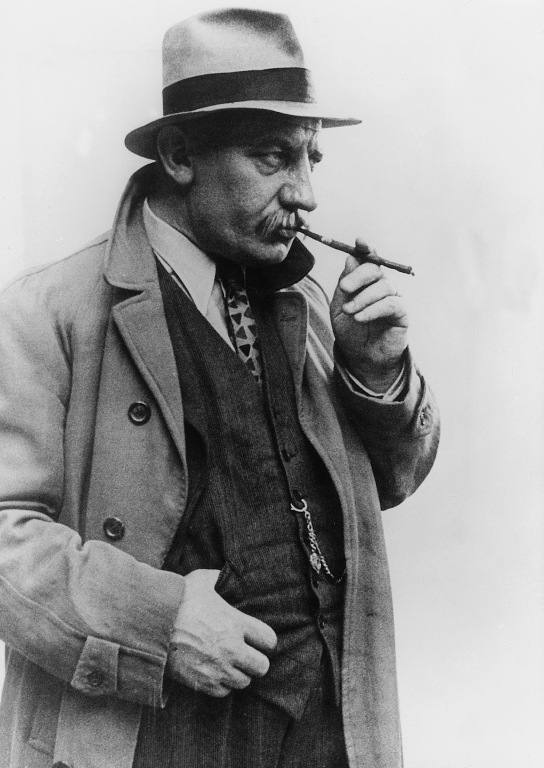
Heinrich Gretler als «Wachtmeister Studer» im gleichnamigen Praesens-Film aus dem Jahre 1939

Das Filmversion klammerte Glausers Gesellschaftskritik weitgehend aus. Der offensichtlichste Unterschied zur Vorlage bestand jedoch in der Figur des «Wachtmeisters Studer»: Im Zuge der geistigen Landesverteidigung betonte man weniger die typische Sensibilität des Ermittlers, sondern zeigte ihn (umgemünzt für Gretler in Anlehnung an «Füsilier Wipf») soldatischer. Trotz dieser wesentlichen Änderung sollte Heinrich Gretlers Darstellung des «Wachtmeisters Studer» prägend bleiben. Noch dreissig Jahre später schrieb die Neue Zürcher Zeitung: «‹Wachtmeister Studer›, das ist und bleibt Heinrich Gretler.»
Diverse Buchumschläge und auch die Comicadaptionen von Hannes Binder orientierten sich bis heute optisch an diesem cineastischen Vorbild. Daneben blieb die Umsetzung nahe an der literarischen Vorlage und Unterschiede zeigten sich lediglich in Details. So hiess beispielsweise die «Convict Band» im Film «D’Mostbirrebuebe» oder der «Bären» wurde zum «Rössli». Die Witwe Witschi arbeitete nicht im Kiosk und Studer benutzte ein Auto anstelle des Motorrades mit Seitenwagen. Oberhalb des Krankenbettes (am Ende des Filmes) wurde der Name des Wachtmeisters mit «Studer Hermann, 54 J.», anstelle von Jakob angegeben.
Um die Filmdramaturgie zu straffen, wurden mehrere Szenen ausgelassen: Der Gerichtsmediziner Malapelle fehlt gänzlich, ebenfalls die Rasur-Szene im Coiffeursalon. Kein Eingang in das Drehbuch fanden auch Studers Traum in Kapitel 10 («Der Daumenabdruck»), der Versuch in Kapitel 17, Schlumpf zu einem falschen Geständnis zu bewegen («Der Autodieb») und Kapitel 19 («Mikroskopie»), in dem Studer den Staub aus der Seitentasche von Aeschbachers Wagens analysiert und vom Arzt behandelt wird.
Zusätzliche Szenen entstanden rund um den Konflikt zwischen den Dorfbewohnern und den ehemaligen Sträflingen der Baumschule. So wurde zum Beispiel die Wirtshausszene ausgebaut und das Fest am Sonntag artet wegen einer Provokation der «Convict Band» durch Dorfbewohner in einer Schlägerei aus. Die finale Überführung des Täters gelingt Studer anhand eines Schreibmaschinen-Briefes und Fingerabdrücken auf einer Jasskarte (im Buch waren es lediglich Schmauchspuren).
Die Premiere von Wachtmeister Studer fand am 13. Oktober 1939 im Kino «Urban» in Zürich statt. Im Vorspann des 105 Minuten langen Filmes stand: «Nach dem in der Zürcher Illustrierten erschienenen Roman von Friedrich Glauser. Als Buch im Morgarten-Verlag.» Robert Walser schrieb dazu: «Nicht wahr, das ist wieder ein Erfolg im Kino, der Wachtmeister Studer von Glauser, der ihn leider nicht mehr mit hat erleben wollen, weil er vielleicht an keinen mehr geglaubt hat. So geht’s oft im Leben, dass solche Helden werden, die zu bescheiden sind, um sich eine derartige Rolle zuzutrauen.»

## Theateradaption

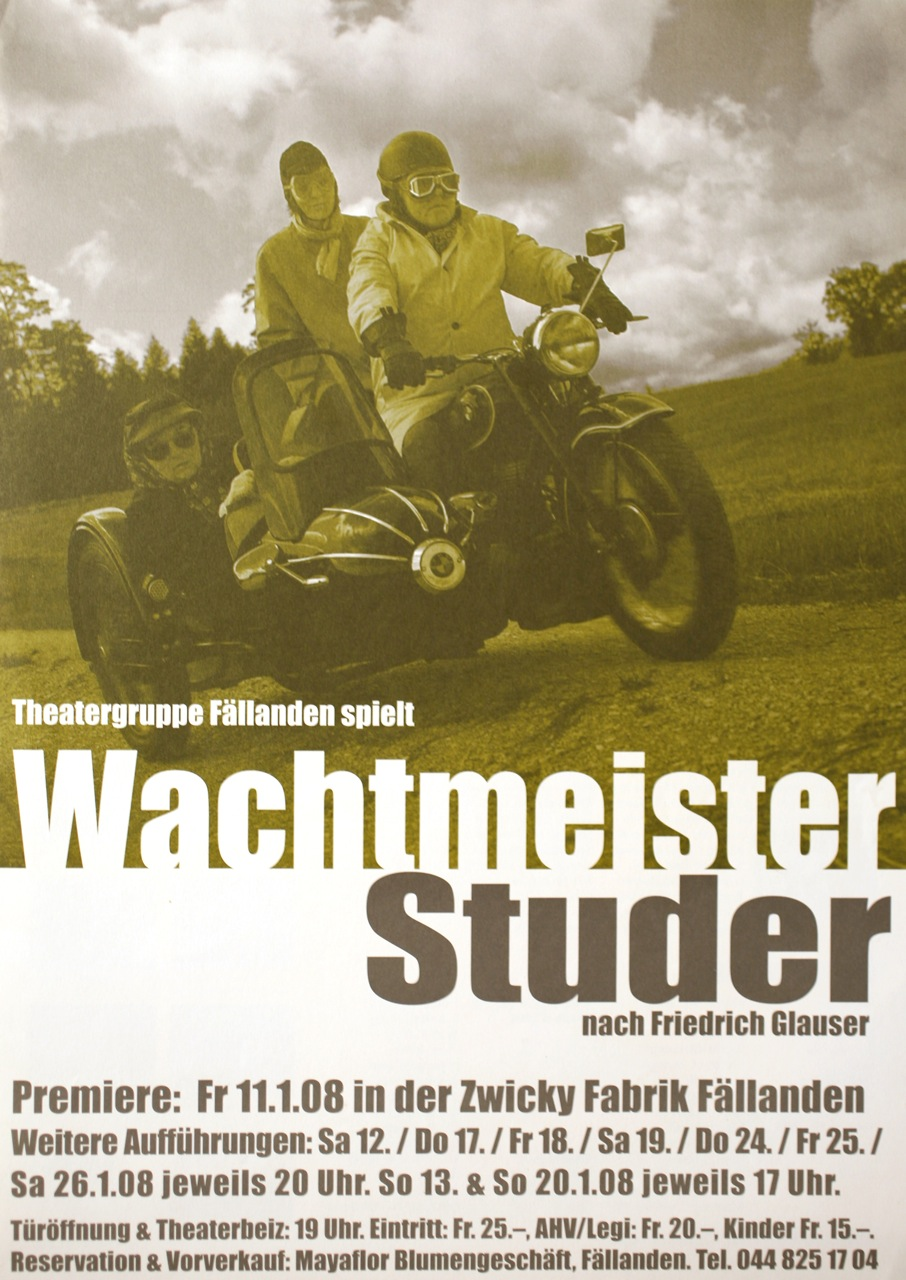
Plakat zu Premiere von Wachtmeister Studer des Theaters Fällanden, 2008

Im Jahre 2007 schrieb die Theaterpädagogin und Regisseurin Ingrid Wettstein eine Dialektfassung von Schlumpf Erwin Mord unter dem Namen Wachtmeister Studer für die Laien-Bühne. Die Uraufführung für 21 Theaterrollen fand am 11. Januar 2008 in Fällanden statt. 2013 folgte dann, ebenfalls von Ingrid Wettstein, die Inszenierung von Crock &  Co. oder die Speiche in Stetten.

## Hörbücher
- Schlumpf Erwin Mord: Wachtmeister Studer gelesen von 23 Kriminalautoren. Kein & Aber, Zürich 1999, ISBN 3-906547-78-7.
- Wachtmeister Studer. Der Audio Verlag, Berlin 2006, ISBN 3-89813-586-1.

## Einzelnachweise

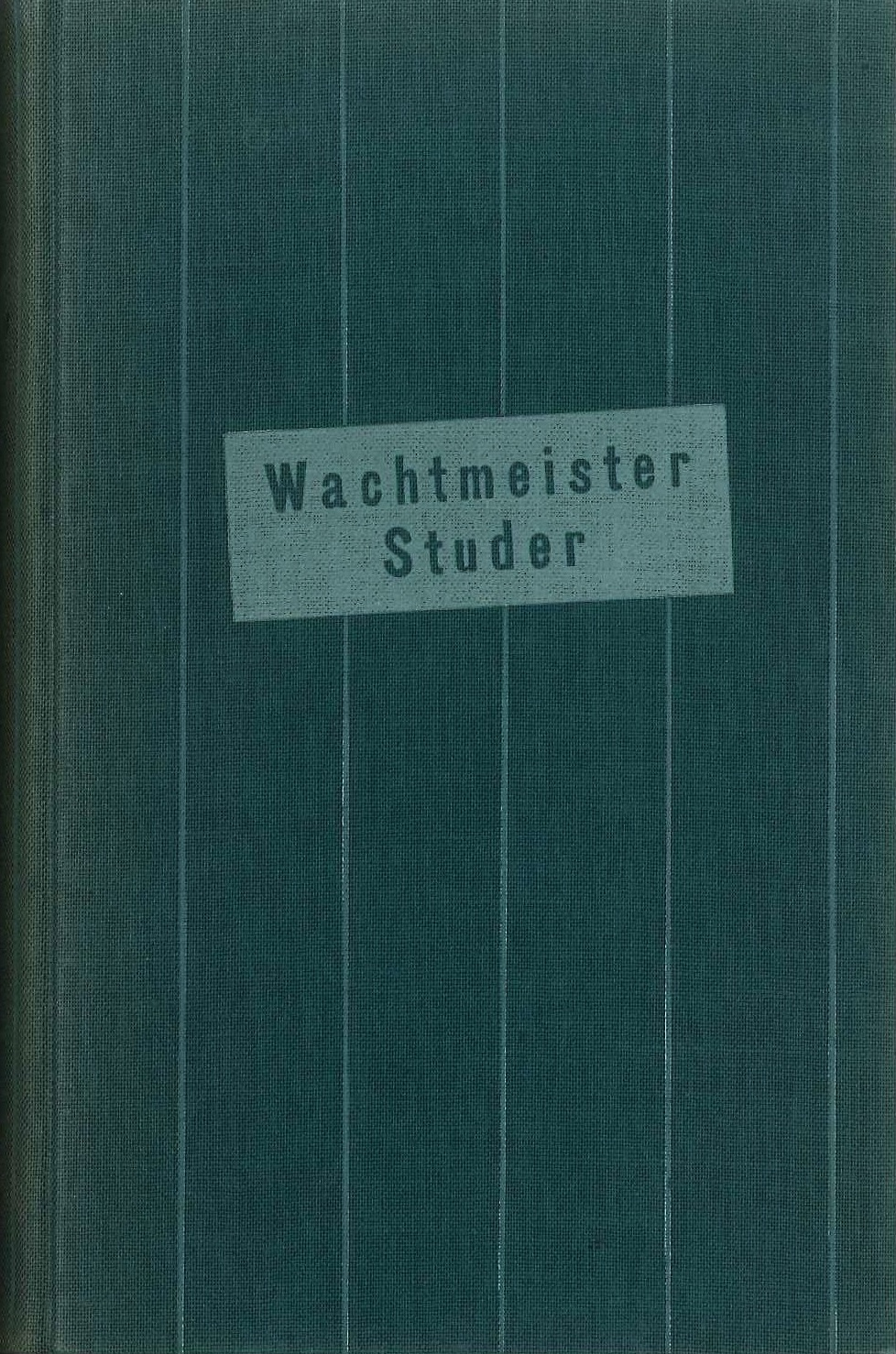
Wachtmeister Studer in der zweiten Auflage, Morgarten-Verlag 1939